# Pseudophosphorus norrisii
Pseudophosphorus norrisii là một loài bọ cánh cứng trong họ Cerambycidae.